# 朱凱廸新西團隊
朱凱廸新西團隊（ちゅうかいてき・しんさいだんたい）は、香港における民主派の中核政党であり、新界西選挙区（屯門、元朗、離島、荃湾、葵青区）内で活動していた地域政党。党員数は約20名。立法会では1議席。区議会では香港全域で8議席を占めていた。党首は朱凱廸（2016年-2021年）。
2021年、党首の朱が中華人民共和国香港特別行政区国家安全維持法違反により逮捕されたことを受け、解散を発表した

## 歴代党首
1. 朱凱廸 (2016-2021)

## 党勢の推移

### 区議会議員選挙
| 選挙 | 得票数 | 得票率 （%） | 獲得議席数 | +/− |
| ---- | ------ | ------------ | ---------- | --- |
| 2019 | 31,369 | 1.07         | 7 / 452    | 7   |